# Музей оптических иллюзий Trick Eye
Музе́й опти́ческих иллю́зий Trick Eye (англ. Trick Eye Museum) — 3D галерея нового формата в городе Пусан (Южная Корея), где ко всем картинам и инсталляциям применен эффект Дополненной Реальности (AR). Название музея происходит от французского слова «Trompe-loeil», дословно означающего «обман зрения».
Создан в 2013 году.

## История создания
Музей оптических иллюзий Trick Eye изначально был открыт в Сеуле в молодёжном районе Хондэ. С момента открытия музей стал MUST VISIT достопримечательностью и в 2014 году занял 1-е место на популярном во всём мире веб-сайте о путешествиях TripAdvisor.
В Пусане филиал музея оптических иллюзий открыл свои двери в 2013 году в районе Нампхо-дон.

## Описание
Необычный музей в городе Пусан представляет оригинальную экспозицию, тема которой — создание необычного фото. В музее, представляющем собой разнообразные декорации, каждый может сделать снимки на очень эффектном фоне и почувствовать себя частью произведений искусств. Для этого необходимо перед входом в активную часть музея загрузить фирменное приложение Trickeye, с помощью которого можно не только увидеть эффект Дополненной реальности, но и записать его на видео или снять на фото
Трогать, взаимодействовать и фотографировать экспонаты не только не запрещается, но и поощряется, с условием, что вся деятельность будет проходить с использованием максимального количества креатива.
Музей предлагает галереи на разные тематики, где посетители могут поближе познакомиться с полотнами и инсталляциями. Кроме музея иллюзий в состав комплекса входит — Ice Museum (Ледовый Музей) и Love Museum (Музей Любви).